# Nanda (bouddhisme)
Nanda était le demi-frère de Gautama Bouddha. Prince de sang, il était destiné à se marier à une noble qu'il laissa choir pour suivre le bouddhisme. Il atteignit le stade d'arhat. Des histoires sur la vie de Nanda existent dans de nombreux ouvrages notamment le Saundarananda de Ashvaghosha.